# Olympische Sommerspiele 1996/Teilnehmer (Libyen)
| Gelbes Symbol für Goldmedaillen mit stilisierten Olympischen Ringen | Graues Symbol für Silbermedaillen mit stilisierten Olympischen Ringen | Braundes Symbol für Bronzemedaillen mit stilisierten Olympischen Ringen |
| ------------------------------------------------------------------- | --------------------------------------------------------------------- | ----------------------------------------------------------------------- |
| —                                                                   | —                                                                     | —                                                                       |

Libyen nahm bei den Olympischen Sommerspielen 1996 in der US-amerikanischen Metropole Atlanta mit fünf Sportlern in fünf Wettbewerben in zwei Sportarten teil.
Seit 1964 war die sechste Teilnahme Libyens bei Olympischen Sommerspielen.

## Flaggenträger
Der Offizielle Elmehdi Abulkheirat trug die Flagge Libyens während der Eröffnungsfeier am 19. Juli im Centennial Olympic Stadium.

## Teilnehmer nach Sportarten

### Leichtathletik
- Khaled Othman
100 Meter: Vorläufe

- Moustafa Abdel Naser
400 Meter: Vorläufe

- Ali El-Zaidi
1500 Meter: Vorläufe

- Adel Adili
Marathon: 88. Platz

### Radsport
- Yousef Shadi
Straßenrennen: Rennen nicht beendet